# Ян Бедріх Тешнар
Ян Бедріх Тешнар, німецький варіант — Йоганн Фрідріх Тешнер (н. -луж. Jan Bjedrich Tešnaŕ; нім. Johann Friedrich Teschner; нар. 18 жовтня 1829, Голгойце, Нижня Лужиця — 14 червня 1898, Бад-Ейнхаузен, Німеччина) — лютеранський священник, проповідник, нижньолужицький письменник, поет, публіцист і громадський діяч. Автор церковних гімнів, перекладач і видавець Біблії на нижньолужицькій мові.

## Біографія
З 1844 року навчався в середній школі в Котбусі. У 1849 році разом з іншими п'ятьма учнями заснував гурток з вивчення нижньолужицької мови і серболужицької літератури. З 1851 року вивчав лютеранське богослов'я в Галле і Берліні. У 1852 році вступив в серболужицьку організацію «Матиця серболужицька». У 1854 році був призначений помічником пастора в Кольквіце, а потім архідияконом в серболужицькому храмі в Котбусі. З 1862 року служив в селі Ніда в Нижній Лужиці. Займався перекладом на нижньолужицьку мову Біблії, яку видав у 1868 році. У 1869 році випустив збірник з 80 церковних гімнів на нижньолужицькій мові. Для видання газети «Bramborski Serbski Casnik» запропонував нові правила правопису нижньолужицької мови, які використовувалися в цій газеті до уніфікації орфографії. Публікував свої патріотичні статті в цій же газеті. Виступав проти онімечення нижніх лужичан.
У 1880 році заснував літературне відділення Матиці серболужицької та протягом довгих років був його головою.
Твори
- Serbske duchowne kjarliže, Cottbus, 1860
- Biblija, 1868
- Ten kněz jo moj pastyr, 1869
- Wosom źaset duchownych kjarližow ze šulskimi regulatiwami, Hoyerswerda, 1869
- Der Herr ist mein Hirte, Predigtsammlung, 1869
- Das neue Gebetbuch, 1875
- Kejžora Wylema I. zywene a statki kralowérnemu sserbskemu ludoju, Worejzach (Hoyerswerda), 1888